# 美國阿拉斯加陸軍
美國阿拉斯加陸軍（英語：United States Army Alaska，USARAK）是美國陸軍負責指揮阿拉斯加陸軍部隊的單位，隸屬於第一軍。2022年重新指定為第11空降師。

## 組織
- 美國阿拉斯加陸軍[1]
  - 第25步兵師第1旅級戰鬥隊
  - 第25步兵師第4旅級戰鬥隊（英语：4th Brigade Combat Team (Airborne), 25th Infantry Division）
  - 北極支援司令部
    - 北方戰爭訓練中心

  - 美國阿拉斯加陸軍航空特遣部隊

另外還有阿拉斯加陸軍國民警衛隊。